# Heuberg (Herrieden)
Heuberg ist ein Gemeindeteil der Stadt Herrieden im Landkreis Ansbach (Mittelfranken, Bayern). Die Gemarkung Heuberg hat eine Fläche von 6,014 km². Sie ist in 571 Flurstücke aufgeteilt, die eine durchschnittliche Fläche von 10.532,98 m² haben. In ihr liegen neben dem namensgebenden Ort die Gemeindeteile Brünst und Stegbruck.

## Geographie
Durch das Dorf fließt der Heuberger Mühlbach, ein rechter Zufluss des Michelswieser Bachs, der wiederum ein rechter Zufluss der Altmühl ist. Im Süden gibt es eine kleine bewaldete Anhöhe, ansonsten ist der Ort von einer flachhügeligen Ebene umgeben, die aus Grünland mit vereinzelten Baumbestand und Ackerland besteht.
Gemeindeverbindungsstraßen führen nach Lattenbuch (2,2 km südwestlich), zur Kreisstraße AN 37 bei Brünst (1 km nördlich) und die Staatsstraße 2248 und Kreisstraße AN 54 kreuzend nach Manndorf (1,7 km östlich).

## Geschichte
Im 13. Jahrhundert war Heuberg ein Amt des Herriedener Kollegiatstifts. 1538 kaufte der Eichstätter Bischof Christoph von Pappenheim von Johann Knorz, einem Herriedener Chorherrn, dem das Amt erblich zugefallen war, für 500 fl. ab. 1800 gab es in Heuberg 20 Haushalte, die alle dem eichstättischen Vogtamt Wahrberg-Aurach unterstanden.
Mit dem Gemeindeedikt (frühes 19. Jahrhundert) entstand der Steuerdistrikt Heuberg. Zu diesem gehörten Brünst, Lammelbach, Leibelbach, Manndorf, Sauerbach, Schönau, Stegbruck und Winn. Wenig später wurde mit Brünst die Ruralgemeinde Heuberg formiert. Sie war in Verwaltung und Gerichtsbarkeit dem Landgericht Herrieden und in der Finanzverwaltung dem Rentamt Herrieden zugeordnet (1919 in Finanzamt Herrieden umbenannt). Spätestens 1840 wurde die bis dahin selbständige Ruralgemeinde Stegbruck Heuberg zugewiesen. Ab 1862 gehörte Heuberg zum Bezirksamt Feuchtwangen (1939 in Landkreis Feuchtwangen umbenannt) und seit 1929 zum Finanzamt Ansbach. In der Gerichtsbarkeit blieb das Landgericht Herrieden zuständig (1879 in Amtsgericht Herrieden umbenannt), seit 1931 ist es das Amtsgericht Ansbach. Die Gemeinde hatte 1964 eine Gebietsfläche von 6,020 km². Im Zuge der Gebietsreform in Bayern wurde diese am 1. Juli 1971 nach Herrieden eingemeindet.

### Baudenkmäler
- Haus Nr. 13: Wohnstallhaus, eingeschossiger giebelständiger Satteldachbau, massiv, 1858[13]
- Katholische Ortskapelle Heilige Dreifaltigkeit: eingeschossiger Satteldachbau, einseitig mit Walm, mit Schweifgiebel, Dachreiter, um 1700; mit Ausstattung[13]
- Strutfeld: Feldkreuz, Gusseisen auf Steinsockel, 19. Jahrhundert; etwa 150 Meter nordöstlich in der Flur[13]

### Einwohnerentwicklung
Gemeinde Heuberg
| Jahr      | 1818  | 1840   | 1852   | 1855   | 1861   | 1867   | 1871   | 1875   | 1880   | 1885   | 1890   | 1895   | 1900   | 1905   | 1910   | 1919   | 1925   | 1933   | 1939   | 1946   | 1950   | 1952   | 1961   | 1970   |
| Einwohner | 175   | 396    | 310    | 305    | 305    | 292    | 300    | 308    | 326    | 312    | 308    | 288    | 287    | 299    | 308    | 318    | 323    | 293    | 275    | 380    | 401    | 353    | 274    | 239    |
| Häuser    | 41    | 66     |        |        |        |        | 65     |        |        | 61     | 61     |        | 58     |        |        |        | 51     |        |        |        | 54     |        | 52     |        |
| Quelle    | [ 8 ] | [ 15 ] | [ 16 ] | [ 16 ] | [ 17 ] | [ 18 ] | [ 19 ] | [ 20 ] | [ 21 ] | [ 22 ] | [ 23 ] | [ 16 ] | [ 24 ] | [ 16 ] | [ 25 ] | [ 16 ] | [ 26 ] | [ 16 ] | [ 16 ] | [ 16 ] | [ 27 ] | [ 16 ] | [ 10 ] | [ 28 ] |

Ort Heuberg
| Jahr      | 001818 | 001840 | 001861 | 001871 | 001885 | 001900 | 001925 | 001950 | 001961 | 001970 | 001987 |
| Einwohner | 120    | 115    | 120    | 120    | 113    | 111    | 114    | 149    | 103    | 107    | 98     |
| Häuser    | 27     | 25     |        |        | 23     | 22     | 19     | 20     | 20     |        | 24     |
| Quelle    | [ 8 ]  | [ 15 ] | [ 17 ] | [ 19 ] | [ 22 ] | [ 24 ] | [ 26 ] | [ 27 ] | [ 10 ] | [ 28 ] | [ 1 ]  |

## Religion
Der Ort ist römisch-katholisch geprägt und bis heute nach St. Vitus und Deocar (Herrieden) gepfarrt. Die Einwohner evangelisch-lutherischer Konfession sind nach Christuskirche (Herrieden) gepfarrt.